# Bostrichiformia
Bostrichiformia é uma infraordem de coleópteros polífagos que contém duas superfamílias, Derodontoidea e Bostrichoidea, as quais incluem, entre outros taxa, as famílias Dermestidae, Anobiidae e Bostrichidae.

## Taxonomia
A infraordem Bostrichiformia inclui as superfamílias Derodontoidea e Bostrichoidea, com as seguintes famílias:
- Superfamília Derodontoidea LeConte, 1861
  - Fam. Derodontidae LeConte, 1861
    - Subfam. Peltasticinae LeConte, 1861
    - Subfam. Derodontinae LeConte, 1861
    - Subfam. Laricobiinae Mulsant & Rey, 1863-64
- Superfamília Bostrichoidea Latreille, 1802
  - Fam. Dermestidae Latreille, 1804
    - Subfam. Dermestinae Latreille, 1804
    - Subfam. Marioutinae Jacobson, 1913
    - Subfam. Thorictinae Agassiz, 1846
    - Subfam. Orphilinae LeConte, 1861
    - Subfam. Trinodinae Casey, 1900
    - Subfam. Thylodriinae Semenov-Tian-Shanskij, 1913
    - Subfam. Attegeninae Laporte, 1840
    - Subfam. Megatominae Leach, 1815

  - Fam. Endecatomidae LeConte, 1861
  - Fam. Bostrichidae Latreille, 1802
    - Subfam. Dysidinae Lesne, 1921
    - Subfam. Polycaoninae Lesne, 1896
    - Subfam. Bostrichinae Latreille, 1802
    - Subfam. Psoinae Blanchard, 1851
    - Subfam. Dinoderinae C. G. Thomson, 1863
    - Subfam. Lyctinae Billberg, 1820
    - Subfam. Euderiinae Lesne, 1934

  - Fam. Anobiidae Fleming, 1821
    - Subfam. Eucradinae LeConte, 1861 (=Hedobiinae)
    - Subfam. Ptininae Latreille, 1802
    - Subfam. Dryophilinae LeConte, 1861
    - Subfam. Ernobiinae Pic, 1912
    - Subfam. Anobiinae Fleming, 1821
    - Subfam. Ptilininae Schuckard, 1840
    - Subfam. Alvarenganiellinae Viana & Martínez, 1971
    - Subfam. Xyletininae Gistel, 1856
    - Subfam. Dorcatominae C. G. Thomson, 1859
    - Subfam. Mesocoelopodinae Mulsant & Rey, 1864

  - Fam. Jacobsonidae Heller, 1926